# Uzur Dzhuzupbekov
Uzur Dzhuzupbekov (12 de abril de 1996) es un luchador kirguís de lucha grecorromana. Ganó una medalla de bronce en Campeonato Asiático de 2016.